# پکن نورت استار
پکن نورت استار (انگلیسی: Beijing North Star) شرکت خوشه‌ای چینی است، که در سال ۱۹۹۷ تأسیس شد.